# Darryl Williams
Darryl Edwin Williams (Miami, 8 gennaio 1970) è un ex giocatore di football americano statunitense che ha giocato nel ruolo di safety nella National Football League (NFL). Al college giocò a football a Miami

## Carriera
Williams fu scelto come 28º assoluto nel Draft NFL 1992 dai Cincinnati Bengals. Vi giocò per quattro stagioni, disputando come titolare 60 partite su 64. Nel 1996 passò ai Seattle Seahawks dove l'anno successivo disputò la sua miglior stagione, mettendo a segno un record in carriera di 8 intercetti che gli valsero la convocazione per il Pro Bowl e l'inserimento nel Second-team All-Pro da parte dell'Associated Press. Dopo quattro stagioni e venti intercetti coi Seahawks fu svincolato, facendo ritorno ai Bengals nel 2000, dove disputò le ultime due annate della carriera.

## Palmarès
- Convocazioni al Pro Bowl: 1

1997
- Second-team All-Pro: 1

1997

## Statistiche
| Partite             | 156 |
| Partite da titolare | 137 |
| Tackle              | 876 |
| Sack                | 9,5 |
| Intercetti          | 31  |